# Hệ số chọn lọc
Trong di truyền học quần thể, hệ số chọn lọc thường được biểu thị bằng chữ s, là thước đo sự khác biệt về thể lực tương đối. Các hệ số chọn lọc là trung tâm của mô tả định lượng về quá trình tiến hóa, vì sự khác biệt về thể lực quyết định sự thay đổi tần số kiểu gen do chọn lọc.
Định nghĩa sau đây của s thường được sử dụng. Giả sử trong một quần thể có 2 kiểu gen A và B có mức độ thích nghi tương đối {\displaystyle w_{A}} và {\displaystyle w_{B}} tương ứng. Sau đó, chọn kiểu gen A làm điểm quy chiếu, chúng ta có {\displaystyle w_{A}=1} và {\displaystyle w_{B}=1+s}, trong đó s đo lường lợi thế về thể lực (s>0) hoặc bất lợi (s<0) của B.
Ví dụ, alen dung nạp đường lactose lan truyền từ tần số rất thấp đến tần số cao trong vòng chưa đầy 9000 năm kể từ khi canh tác với hệ số chọn lọc ước tính là 0,09-0,19 đối với quần thể Scandinavia. Mặc dù hệ số lựa chọn này có vẻ là một con số rất nhỏ, theo thời gian tiến hóa, các alen ưa thích tích lũy trong quần thể và ngày càng trở nên phổ biến hơn, có khả năng đạt đến trạng thái cố định.